# Candrasūryapradīpa
Candrasūryapradīpa (sanscrito: "Splendore della Luna e del Sole", in devanāgarī: चन्द्रसूर्यप्रदीप; cinese: 日月燈明, Rìyuèdēngmíng; giapponese: Nichigetsutōmyō; coreano:일월등명, Irwŏldŭngmyŏng; tibetano: ཉི་ཟླ་སྒྲོན་མ།, nyi zla sgron ma) è un buddha cosmico citato nel  I capitolo del Sutra del Loto. Alcuni fedeli lo venerano come un arhat per la sua ascetica vita con i suoi otto figli dopo essere stato principe. 

## Candrasūryapradīpa nel I capitolo Sutra del Loto
Nell'assemblea del Dharma avviata sul picco del Gṛdhrakūṭa, il Buddha ha appena terminato di esporre  il Sutra dell'Infinito Significato (sanscrito: Anuttarâśraya-sūtra, pinyin: Wúliángyì jīng, T.D. 276, 9.383b-389b) al termine del quale entra in un profondo samādhi e l'intera assemblea viene inondata di fiori di māndārava, di grandi māndārava, di mañjūṣaka e di grandi mañjūṣaka.
A questo punto dalle sopracciglia del Buddha si sprigiona una luce (la ūrṇā-keśa, uno dei Trentadue segni maggiori di un Buddha) che illumina i diciottomila mondi ad Oriente, raggiungendo i territori celestiali come gli inferi. Questo consente, ai monaci e agli altri esseri convenuti all'assemblea di Gṛdhrakūṭa, di vedere i Buddha e gli esseri di quei mondi attivarsi in azioni religiose.
Il bodhisattva Maitreya (il Buono) domanda al bodhisattva Mañjuśrī (Bellezza amabile) il significato di quella visione, Mañjuśrī gli risponde che ritiene che il Buddha stia per esporre la Grande dottrina (il Dharma più profondo). Mañjuśrī è in grado di rispondere alla domanda di Maitreya in quanto aveva già assistito, in un lontano passato, ad un avvenimento analogo quando era al cospetto del Buddha Candrasūryapradīpa (Splendore della Luna e del Sole) il quale prima agli śrāvaka aveva insegnato le "Quattro nobili verità" (catvāri-ārya-satyāni), ai pratyekabuddha la "coproduzione condizionata" (pratītyasamutpāda) e ai bodhisattva le sei "perfezioni" (pāramitā), salvando in questo modo innumerevoli esseri senzienti. Dopo di ciò era entrato anche lui nel profondo samādhi per poi illuminare i diciottomila mondi ad Oriente con la ūrṇā e predicare la Grande dottrina e infine entrare nel parinirvāṇa.
In questo capitolo viene narrato che quando Candrasūryapradīpa era un principe, quindi prima di divenire un buddha, ebbe otto figli: Mati (Mente), Sumati (Buona Mente), Anantamati (Mente Inesauribile), Ratnamati (Mente Gioiello), Viśeṣamati (Mente Eccelsa), Vimatisamudhgatin (Mente priva di Dubbi), Goṣamati (Mente del Suono), Dharmamati (Mente del Dharma).  
Mañjuśrī ricorda anche di essere stato, a quel tempo il bodhisattva Varaprabha (Luce Meravigliosa), e ricorda anche che Maitreya era invece un discepolo chiamato Yaśaksāma (Cercatore di fama), indolente e incapace di capire gli insegnamenti ma che, grazie alle continue azioni religiose, aveva potuto realizzare lo stato di bodhisattva e presto avrebbe realizzato anche quello di buddha, il Buddha Maitreya.